# Abdelilah Fadual El Akil
Abdelilah Fadual El Akil (Tetuán, 1969) es un ciudadano marroquí que estuvo acusado de haber participado en la célula terrorista que cometió los atentados del 11 de marzo de 2004 en Madrid.
Se le acusó por la Fiscalía de colaborar en la obtención de los explosivos utilizados en el atentado. Fue detenido a principios de abril de 2004 en Ceuta, ingresó en prisión y el 6 de marzo de 2006 se le prorrogó dos años más la prisión condicional.
Durante el juicio por los atentados se solicitó una condena de 12 años por pertenencia a banda armada. La Audiencia Nacional lo condenó a 9 años, pero el Tribunal Supremo, al resolver los recursos de casación contra la sentencia en julio de 2008, lo absolvió del delito.